# Sannäs
För andra betydelser, se Sannäs (olika betydelser).

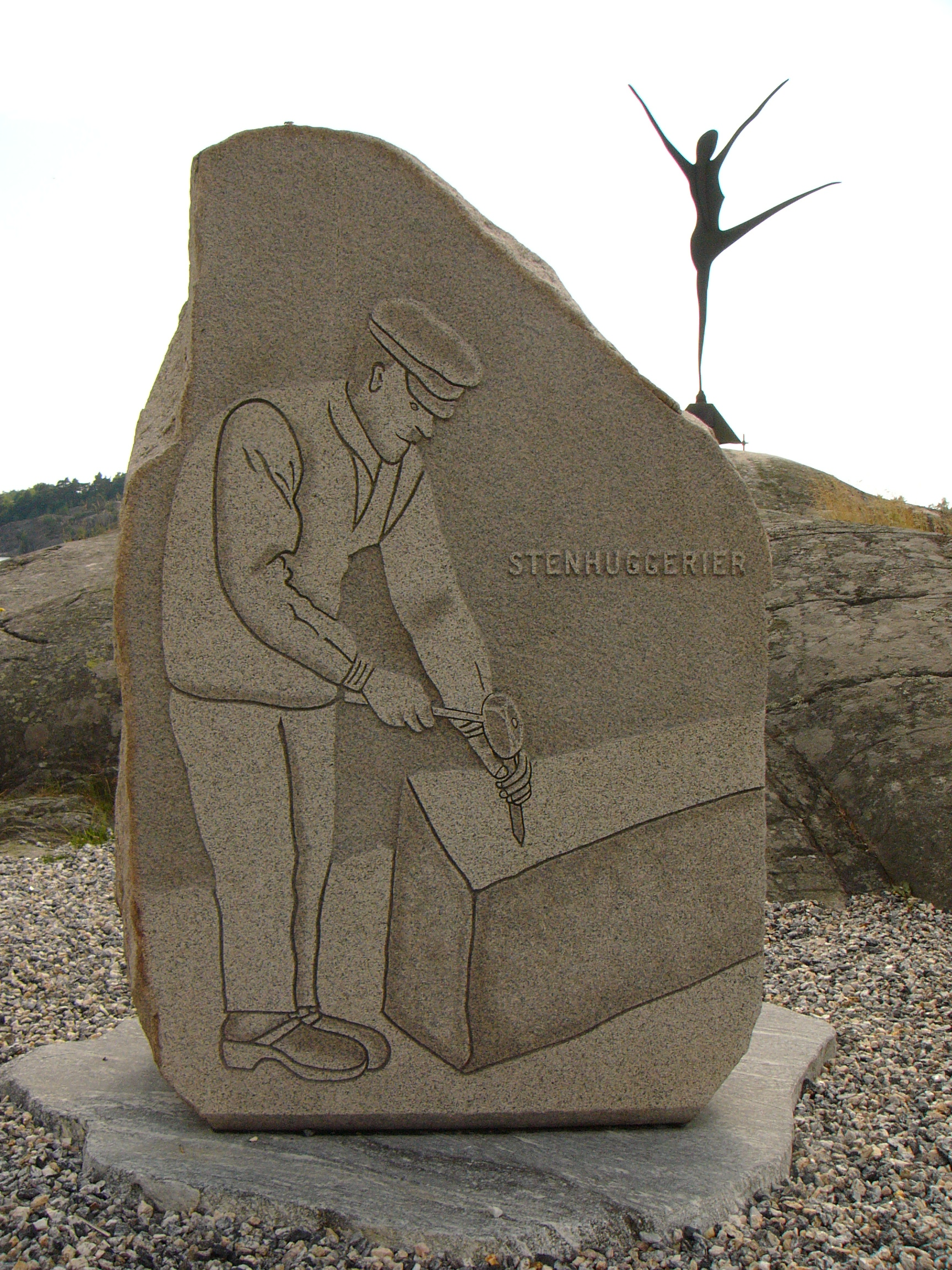
Minnessten för stenhuggerierna i Sannäs. Bakom det "nymfen på berget".

Sannäs är en småort i Tanums kommun i Bohuslän och Västra Götalands län.
Sannäs ligger vid det inre av Sannäsfjorden. Orten har 92 invånare (2023). I samhället finns en stenindustri som har utvecklats från att tillverka gravstenar till att i dag huvudsakligen vidareförädla sten för inredning, bland annat bänkskivor.

## Historia
Platsen där Sannäs idag ligger var enligt skattelängden från 1610 bebodd av en strandsittare. Men under 1600-talets sillperiod ökade befolkningen. Då sillen försvann, försvann också befolkningen. Men nya bosättare kom när sillen kom tillbaka på 1700-talet och 1800-talet. Nu levde orten vidare troligen genom att nya fiskesätt gav utkomst även då sillen försvann. Viss utskeppning av spannmål startade också, vilket också gav försörjningsmöjligheter. En bättre väg från upplandet gjorde spannmålstransporter möjliga.
1864 ligger en rad bostadshus utmed vägen nära stranden. Flera av dessa bostadshus finns ännu kvar, men magasinen och bryggorna från den tiden är borta.
I slutet av 1800-talet startade en intensiv period i Sannäs, när stenindustrin expanderade. Vid skiftet mellan 1800- och 1900-tal var Sannäs befolkning närmare 300 personer. Stenfrakterna sköttes bland annat med fartyg från Sannäs.
Efter stenindustrins kraftiga tillbakagång under 1930-talet hämtade sig Sannäs inte utan befolkningen sjönk snabbt.
Sannäs sista fraktskuta, den engelska kuttern Leader, fanns kvar in på 1960-talet.
På 1960-talet fanns planer på att bygga en upparbetningsanläggning för utbränt kärnbränsle i Sannäs, inom ramen för det svenska kärnvapenprogrammet .
Sannäs är beläget i Tanums socken och ingick efter kommunreformen 1862 i Tanums landskommun. I denna inrättades för orten 1 december 1911 Sannäs municipalsamhälle som upplöstes med utgången av 1954. Orten ingår sedan 1971 i Tanums kommun.

## Samhället
Många av husen i Sannäs är väl bevarade 1800-talshus. En specialitet är de tillbyggda, inklädda trapporna till övre våningarna, så kallade trapphus, trappekurar på dialekt.
I Sannäs finns ett kapell, som kring 1860 byggdes som bostadshus. På 1920-talet blev det missionskyrka. Sedan 1962 används kapellet av Svenska kyrkan.